# آنتونی سالرنو
آنتونی سالرنو (۱۵ اوت ۱۹۱۱–۲۷ ژوئیه‌ی ۱۹۹۲) یک گانگستر آمریکایی بود که از سال ۱۹۸۱ تا زمان محکومیتش در سال ۱۹۸۶ به عنوان رئیس و سرپرست خانواده تبهکار جنووسه در شهر نیویورک فعالیت می‌کرد. او معمولا با کلاه شاپو و سیگار برگش به یاد آورده می‌شود. به سالرنو به دلیل اضافه وزنش لقب «تونی چاقه» داده بودند.

## زندگی اولیه و فعالیت‌های جنایی
آنتونیو سالرنو در هارلم شرقی نیویورک متولد و بزرگ شد. او از جوانی درگیر فعالیت‌های غیرقانونی از جمله قمار، بخت‌آزمایی، وام‌دهی با بهره‌های کلان و اخاذی برای خانواده لاکی لوچیانو (که بعدها به خانواده جنووز معروف شد) بود.
سالرنو عضو کروی ۱۱۶ام خیابان بود که توسط مایکل "تریگر مایک" کوپولا رهبری می‌شد. او با کنترل عملیات بخت‌آزمایی در هارلم که سالانه حدود یک میلیون دلار درآمد داشت و همچنین یک شبکه بزرگ وام‌دهی، در سلسله مراتب خانواده پیشرفت کرد. در سال ۱۹۴۸، با فرار کوپولا به فلوریدا برای فرار از اتهامات قتل، سالرنو رهبری این کرو را بر عهده گرفت.
فعالیت‌های قانونی و سرمایه‌گذاری‌ها
در سال ۱۹۵۹، سالرنو به صورت مخفیانه حامی مالی یک مسابقه قهرمانی بوکس سنگین‌وزن بین اینگمار یوهانسون سوئدی و فلوید پاترسون آمریکایی در یانکی استادیوم نیویورک بود. اگرچه هیچ اتهامی علیه او در این رابطه مطرح نشد.
سالرنو بین چندین اقامتگاه جابجا می‌شد:
- یک خانه در میامی بیچ، فلوریدا
- یک ملک ۱۰۰ هکتاری با مزرعه اسب در راینبک، نیویورک
- باشگاه پسران پالما در هارلم شرقی
- آپارتمانی در محله اعیان‌نشین گرمرسی پارک منهتن
نقش‌های کلیدی در خانواده جنووز
سالرنو در طول دوران فعالیتش در خانواده جنووز به عنوان کونسیلیهری، آندررباس و رئیس موقت خدمت کرد. در دهه ۱۹۶۰، او بزرگترین عملیات بخت‌آزمایی نیویورک را کنترل می‌کرد که سالانه تا ۵۰ میلیون دلار درآمد داشت. مرکز فرماندهی او در باشگاه اجتماعی پسران پالما در هارلم شرقی قرار داشت.
مشکلات قانونی و سلامت
سالرنو از روی کوهن به عنوان وکیل خود استفاده می‌کرد. در ۲۰ آوریل ۱۹۷۸، او به شش ماه حبس فدرال به اتهام قمار غیرقانونی و فرار از پرداخت مالیات محکوم شد. در اوایل ۱۹۸۱، پس از آزادی از زندان، سالرنو دچار سکته مغزی خفیف شد و برای بهبودی به ملک خود در راینبک بازگشت. در زمان سکته، او مقام آندررباس خانواده جنووز را بر عهده داشت.

## خانواده جنووزه و دوران زندان
پس از بهبودی سالرنو از سکته مغزی و مرگ فرانک تیری در ۳۱ مارس ۱۹۸۱، سالرنو به عنوان رئیس صورتی خانواده جنووز منصوب شد. اگرچه مقامات قانونی در آن زمان گمان می‌کردند سالرنو رئیس واقعی خانواده است، اما در محافل مافیایی نیویورک راز آشکاری بود که او فقط پوششی برای رئیس واقعی، وینسنت "چین" جیگانته است. به عنوان مثال، آلفونسو "آل کوچک" دارکو که بعدها به عنوان رئیس موقت خانواده لوچیزه تبدیل شد (پیش از همکاری با مقامات)، به محققان گفت که هنگام عضویت رسمی در خانواده لوچیزه در ۱۹۸۲ به او گفته شده بود جیگانته رئیس واقعی خانواده جنووز است.
این سنت از زمان مرگ ویتو جنووز در ۱۹۶۹ آغاز شده بود، زمانی که فیلیپ "بنی اسکویینت" لومباردو رهبر واقعی خانواده بود. لومباردو از چندین رئیس صورتی برای پنهان کردن موقعیت واقعی خود استفاده می‌کرد، رویه‌ای که پس از بازنشستگی لومباردو در ۱۹۸۱ و به قدرت رسیدن جیگانته ادامه یافت.
محاکمه کمیسیون مافیا
در ۲۵ فوریه ۱۹۸۵، سالرنو و هشت رئیس دیگر مافیای نیویورک در محاکمه کمیسیون مافیا متهم شدند. در اکتبر ۱۹۸۶، مجله فورچون سالرنوی ۷۵ ساله را به عنوان قدرتمندترین گانگستر آمریکا از نظر قدرت، ثروت و نفوذ معرفی کرد. اگرچه بسیاری این رتبه‌بندی را زیر سوال بردند و معتقد بودند مقامات قانونی اهمیت سالرنو را برای جلب توجه به پرونده خود بزرگنمایی کرده‌اند.
سالرنو درخواست وثیقه‌اش رد شد و وکلای او تا دیوان عالی ایالات متحده علیه این تصمیم تجدید نظر کردند. اما در پرونده ایالات متحده علیه سالرنو، دیوان عالی حکم داد که به دلیل خطرناک بودن او برای جامعه، می‌تواند بدون وثیقه زندانی بماند. در ۱۹ نوامبر ۱۹۸۶، سالرنو به اتهامات RICO محکوم و در ۱۳ ژانویه ۱۹۸۷ به ۱۰۰ سال حبس بدون عفو مشروط و ۲۴۰ هزار دلار جریمه محکوم شد.
اتهامات اضافی و افشاگری‌ها
در ۲۱ مارس ۱۹۸۶، هنگام انتظار برای محاکمه کمیسیون، سالرنو در یک اتهام رشوه‌خواری دیگر متهم شد. این پرونده ادعا می‌کرد سالرنو منافع کنترل‌کننده‌ای در شرکت‌های بتن S&A و ترانزیت-میکس داشته و در ساخت مدرسه پزشکی مونت سینای، مرکز سرطان مموریال اسلون-کترینگ و برج ترامپ نقش داشته است. همچنین او متهم شد در انتخابات روی لی ویلیامز به ریاست اتحادیه تیمسترز دخالت غیرقانونی داشته است. در اکتبر ۱۹۸۸، او به ۷۰ سال حبس اضافی محکوم شد.
در ۱۹۸۶، وینسنت "ماهی" کافارو، دست راست سالرنو، به مقامات قضایی پیوست و افشا کرد که سالرنو هرگز رئیس واقعی نبوده و فقط پوششی برای جیگانته بوده است. کافارو توضیح داد که خانواده جنووز از ۱۹۶۹ این فریب را حفظ کرده‌اند. یک نوار اف‌بی‌آی نیز مکالمه‌ای را ضبط کرده بود که در آن سالرنو به وضوح اشاره می‌کرد تصمیم نهایی با "رئیس" است.
سلوین راب، روزنامه‌نگار جنایت سازمان‌یافته در نیویورک تایمز، در کتابش پنج خانواده اشاره می‌کند که حتی اگر دادستان‌ها در معرفی سالرنو به عنوان رئیس خانواده اشتباه کرده باشند، این خطا بر محکومیت او در محاکمه کمیسیون تأثیری نداشت، چرا که او به خاطر اعمال جنایی خاص محکوم شده بود، نه به خاطر مقامش به عنوان رئیس خانواده.

## مرگ
پس از محکومیت و زندانی شدن، سلامت سالرنو به دلیل بیماری دیابت و سرطان پروستات مشکوک به شدت رو به افول گذاشت. او در بازداشتگاه فدرال تحت مراقبت‌های پزشکی قرار داشت، اما شرایط جسمانی‌اش به تدریج وخیم‌تر شد.
سرانجام در ۲۷ ژوئیه ۱۹۹۲، آنتونیو سالرنو در سن ۸۰ سالگی در مرکز پزشکی زندان فدرال اسپرینگفیلد میسوری درگذشت. مرگ او پایان زندگی یکی از آخرین چهره‌های قدیمی مافیای نیویورک بود که در دوران اوج قدرت سازمان‌یافته جنایت در آمریکا نقش مهمی ایفا کرده بود.
تشییع و تدفین
سالرنو در گورستان سنت ریموند در محله تروگز نک در برانکس نیویورک به خاک سپرده شد. مراسم تدفین او اگرچه با حضور جمعی از نزدیکان و همکاران سابقش برگزار شد، اما به دور از هیاهوی رسانه‌ای و با مراسمی نسبتاً ساده انجام پذیرفت. این گورستان که بسیاری از چهره‌های شناخته شده مافیای نیویورک در آن آرمیده‌اند، به نوعی تبدیل به آخرین محل تجمع بسیاری از اعضای سابق خانواده‌های جنایتکار نیویورک شده است.

## در فرهنگ عامه
آنتونیو سالرنو، چهره سرشناس مافیایی، در چندین اثر سینمایی به تصویر کشیده شده است:
۱. کشتن مرد ایرلندی (۲۰۱۱) 
- بازیگر: پل سوروینو
- این فیلم داستان زندگی دنی گرین، گانگستر ایرلندی-آمریکایی را روایت می‌کند.
۲. مرد ایرلندی (۲۰۱۹)  
- کارگردان: مارتین اسکورسیزی
- بازیگر: دومنیک لومباردوزی
- این فیلم بر اساس خاطرات فرانک شیران، راننده خانواده مافیایی ساخته شده است.
۳. شاگرد (۲۰۲۴)  
- بازیگر: جو پینگو
- این فیلم به رابطه بین دونالد ترامپ و مشاور حقوقی او، روی کوهن می‌پردازد.
هر یک از این بازیگران جنبه‌های مختلفی از شخصیت پیچیده سالرنو را به تصویر کشیده‌اند، از نقش او به عنوان رئیس صورتی خانواده جنووز تا ارتباطاتش با چهره‌های سیاسی و حقوقی. این تصاویر سینمایی به درک عمومی از نقش سالرنو در تاریخ جنایت سازمان‌یافته آمریکا کمک کرده‌اند.